# Paray-Vieille-Poste
Paray-Vieille-Poste é uma comuna francesa, localizada a dezessete quilômetros ao sul de Paris, no departamento de Essonne na região da Ilha de França.
Simples vila agrícola, acrescida no século XVII de um posto ao longo da estrada para Fontainebleau, a comuna não foi efetivamente urbanizada até a Primeira Guerra Mundial com a criação, pela US Air Force e depois pela Marinha de um aeródromo. Rapidamente loteado, o território foi, a partir de 1954, expropriados para o benefício do Aeroporto de Paris-Orly, que ocupa no início do século XXI dois terços do território municipal, assegurando à comuna sua estabilidade financeira, mas constituindo um freio à sua evolução. O projeto de urbanização dos espaços abertos no sítio aeroportuário, intitulado "Cœur d’Orly" ("Coração de Orly"), permitirá, no extremo norte do território, o desenvolvimento de um novo bairro de negócios, sem no entanto ser uma garantia de crescimento demográfico.
Seus habitantes são chamados de Paraysiens.

## Toponímia
A origem do nome do lugar é pouco conhecida. O município foi criado em 1793 com o simples nome de Paray, além da menção a Vieille-Poste introduzida em 1926. em referência ao antigo poste presente neste local na estrada para Fontainebleau. O nome da cidade vem, de acordo com a origem da palavra latina pirus que significa árvore de pera, ou da palavra paradum significado terra nobre ou dos povos de Parée, enviado por São Germano.

## História

### As origens

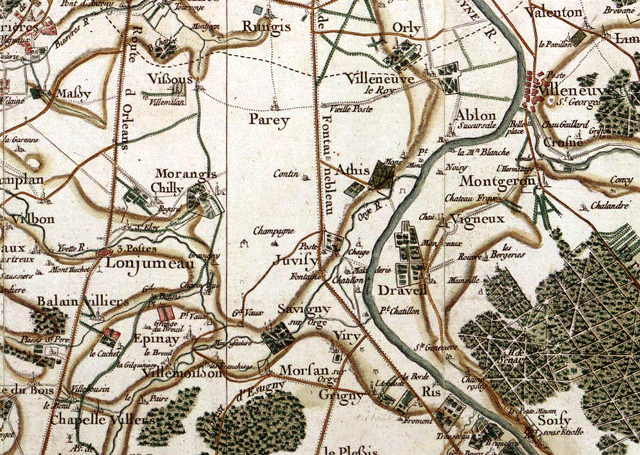
Mapa da região de Parey para o século XVII por Cassini.

A primeira menção do lugar veio de 1150 pela vila de Paray e depois em 1195 foi mencionado o lugarejo Contin, respectivamente possessões da abadia de Saint-Germain-des-Prés e da abadia de Sainte-Geneviève. A partir da década de 1250, um major foi nomeado para representar os habitantes dos eclesiastas.
Em 1648, o posto de retransmissão instalado em Juvisy-sur-Orge foi alongado a Ris, foi decidida a implantação de um novo posto na borda do planalto de Longboyau. A reimplantação do posto em Juvisy em 1710 condenou o fechamento do posto de Paray, que tomou o nome de Vieille-Poste, colocado nas proximidades da importante estrada para Fontainebleau. Em 1769, Pierre Mauger adquiriu um terreno pertencente à abadia de Saint-Germain no Vieille-Poste para criar uma pousada.
Em 1859, a pousada de Vieille-Poste tornou-se uma empresa. Em 1871, durante a Comuna de Paris, as tropas Versalhesas destruíram a igreja Saint-Vincent. Em 1890, a primeira prefeitura-escola foi construída no lugarejo de Vieille-Poste.

### Aeroporto e desenvolvimento
Em 1917, a Força Aérea Americana participa da Primeira Guerra Mundial e instala no planalto de Longboyau uma pista de aterrissagem, que se tornou, em 1919, o aeródromo de Orly-Villeneuve. Em 1921, a empresa imobiliária Bernheim adquiriu as terras da fazenda Contin para implantar um loteamento. Em 1925, a diocese adquiriu a granja da fazenda para Continuar a estabelecer a nova igreja Jésus-Ouvrier. Em 1929 foi criado o grupo da escola Jules Ferry. Em 1931 foi instalada na comuna a eletricidade e a água potável. Em 1932 foi aberto o segundo grupo escolar Paul Bert. Em 1933 foram concluídas as estradas da comuna.
Em 1946, os Estados Unidos venderam para o Estado francês o aeródromo em ruínas, a partir desta data, o centro da cidade foi movido para a nova place Henri-Barbusse. Em 6 de maio de 1954, um decreto declarou de utilidade pública a ampliação do Aeroporto de Paris-Orly. As desapropriações foram realizadas, limitando a urbanização no terço ao sul do território. Em 1957, a nova prefeitura e a agência dos correios foram construídas no entorno da place Henri-Barbusse · . Em 1958, o cemitério foi transferido em detrimento dos Aéroports de Paris.
Em 1967, a cidade cela a geminação com a comuna alemã de Kruft e depois em 1986 com a comuna belga de Péruwelz. Em 1967, a comuna fez a aquisição do centro de férias de Mélèzes a Bonneville e depois em 1977 do centro de lazer a Saint-Chéron.

### Geminação
Paray-Vieille-Poste desenvolveu associações de geminação com:
- Kruft (Alemanha) desde 1964.
- Péruwelz (Bélgica) desde 1986.

## Galeria

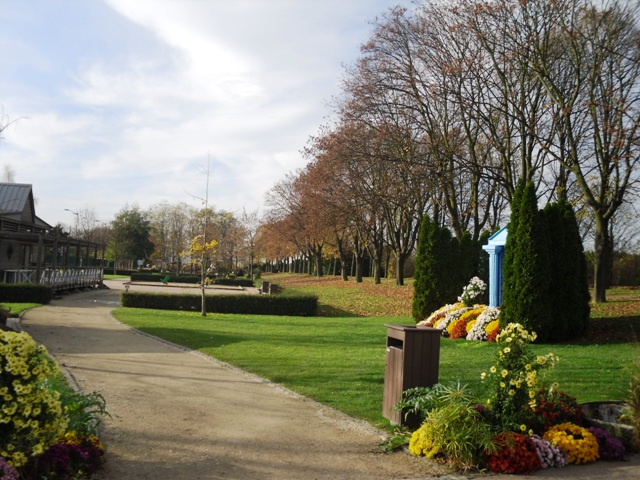
O parc de la Coulée Verte.
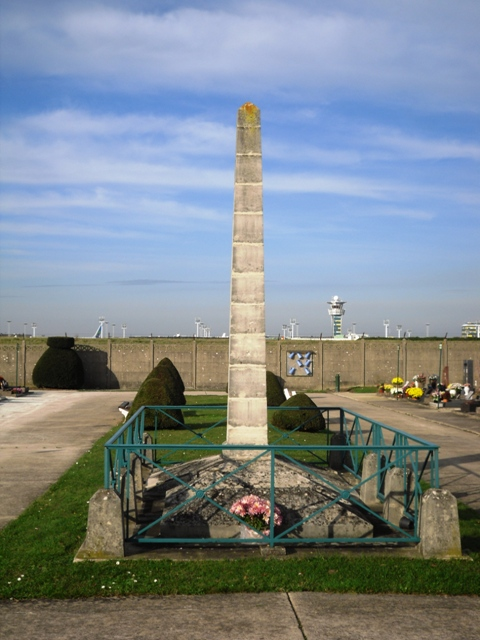
A pirâmide do Marechal de Vaux.